# Kreuz Walldorf
Kreuz Walldorf is een knooppunt in de Duitse deelstaat Baden-Württemberg.
Op dit knooppunt kruist de A5 Hattenbacher Dreieck-Zwitserse grens Bij Weil am Rhein de A6 Franse grens bij Saarbrücken-Tsjechische grens ten zuidoosten van Waidhaus.

## Geografie
Het knooppunt ligt zowel in de stad Walldorf als in de gemeente St. Leon-Rot.
Het knooppunt ligt ongeveer 15 km ten zuiden van Heidelberg, ongeveer 25 km zuidoosten van Mannheim en ongeveer 35 km noordoosten ven Karlsruhe.
Nabij het knooppunt lopen de Bundesstraßen 3, 36 en 39.

## Configuratie
Rijstrook

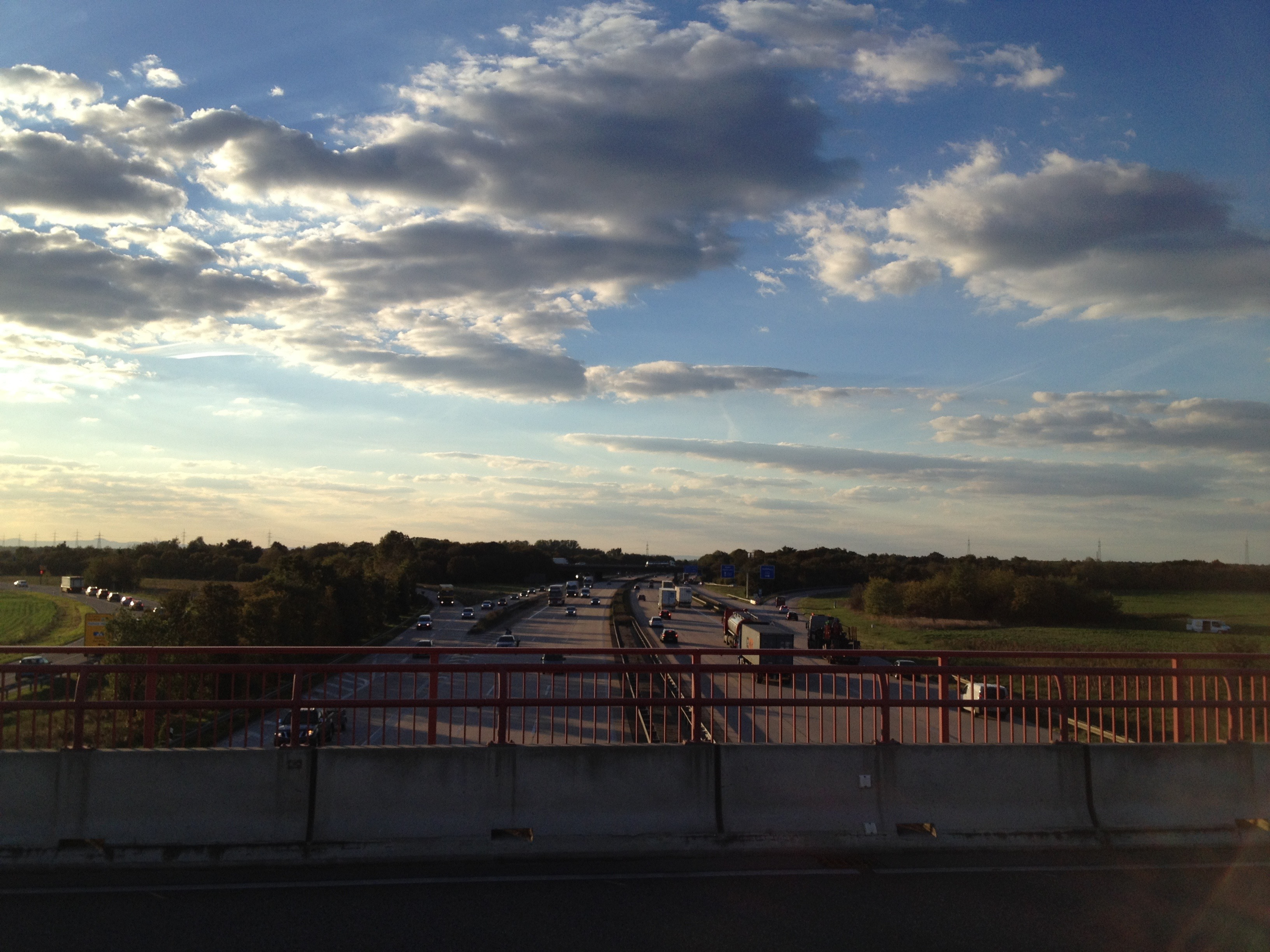
Kreuz Walldorf, A6 gezien vanaf de A5

Nabij het knooppunt heeft de A5 2x2 rijstroken en de A6 heeft 2x3 rijstroken.
Alle verbindingswegen hebben één rijstrook.
Knooppunt
Het is een klaverbladknooppunt.

## Verkeersintensiteiten
Dagelijks passeren ongeveer 175.000 voertuigen het knooppunt. Dit maakt het tot een van de drukste in Baden-Württemberg.
| Van                        | Naar                        | Gemiddeld aantal voertuigen per dag | Percentage vrachtverkeer |
| -------------------------- | --------------------------- | ----------------------------------- | ------------------------ |
| AS Walldorf/Wiesloch (A 5) | AK Walldorf                 | 72.100                              | 11,6 %                   |
| AK Walldorf                | AS Kronau (A 5)             | 109.200                             | 15,0 %                   |
| AD Hockenheim (A 6)        | AK Walldorf                 | 85.800                              | 17,6 %                   |
| AK Walldorf                | AS Wiesloch/Rauenberg (A 6) | 83.200                              | 20,1 %                   |

## Richtingen knooppunt
| Aansluitende wegen                                         | Aansluitende wegen                        | Aansluitende wegen                        | Aansluitende wegen | Aansluitende wegen |
| ---------------------------------------------------------- | ----------------------------------------- | ----------------------------------------- | ------------------ | ------------------ |
| richting Dreieck Hockenheim Mannheim / Koblenz Saarbrücken |                                           | richting Heidelberg / Darmstadt Frankfurt |                    |                    |
|                                                            |                                           |                                           |                    |                    |
|                                                            | richting Heilbronn / Neurenberg Stuttgart |                                           |                    |                    |
|                                                            |                                           |                                           |                    |                    |
|                                                            |                                           | richting Karlsruhe / Bazel                |                    |                    |